# Ove Christensen (borgmester)
 Der er flere personer med dette navn, se Ove Christensen.
Ove Christensen (født 30. marts 1944, død 16. marts 2015) var en dansk politiassistent, politiker og senere borgmester i Frederikshavn Kommune for Socialdemokratiet fra 1986 til 1994.
Ove Christensen startede i lokalpolitik som borgmester i 1986. I 1994 trådte han tilbage som borgmester, og var fra 1994 til 2003 menigt byrådsmedlem i Frederikshavn Kommune. Han har også været bestyrelsesmedlem i Kommunernes Landsforening og formand for Kommunernes Pensionsforsikring. Ove Christensen fik ødelagt sit højre knæ ved en faldulykke i oktober 2000 og blev invalid. På grund af skaden trak han sig helt fra politik i 2003.